# Ilex sugerokii
Ilex sugerokii — вид квіткових рослин з родини падубових.

## Морфологічна характеристика

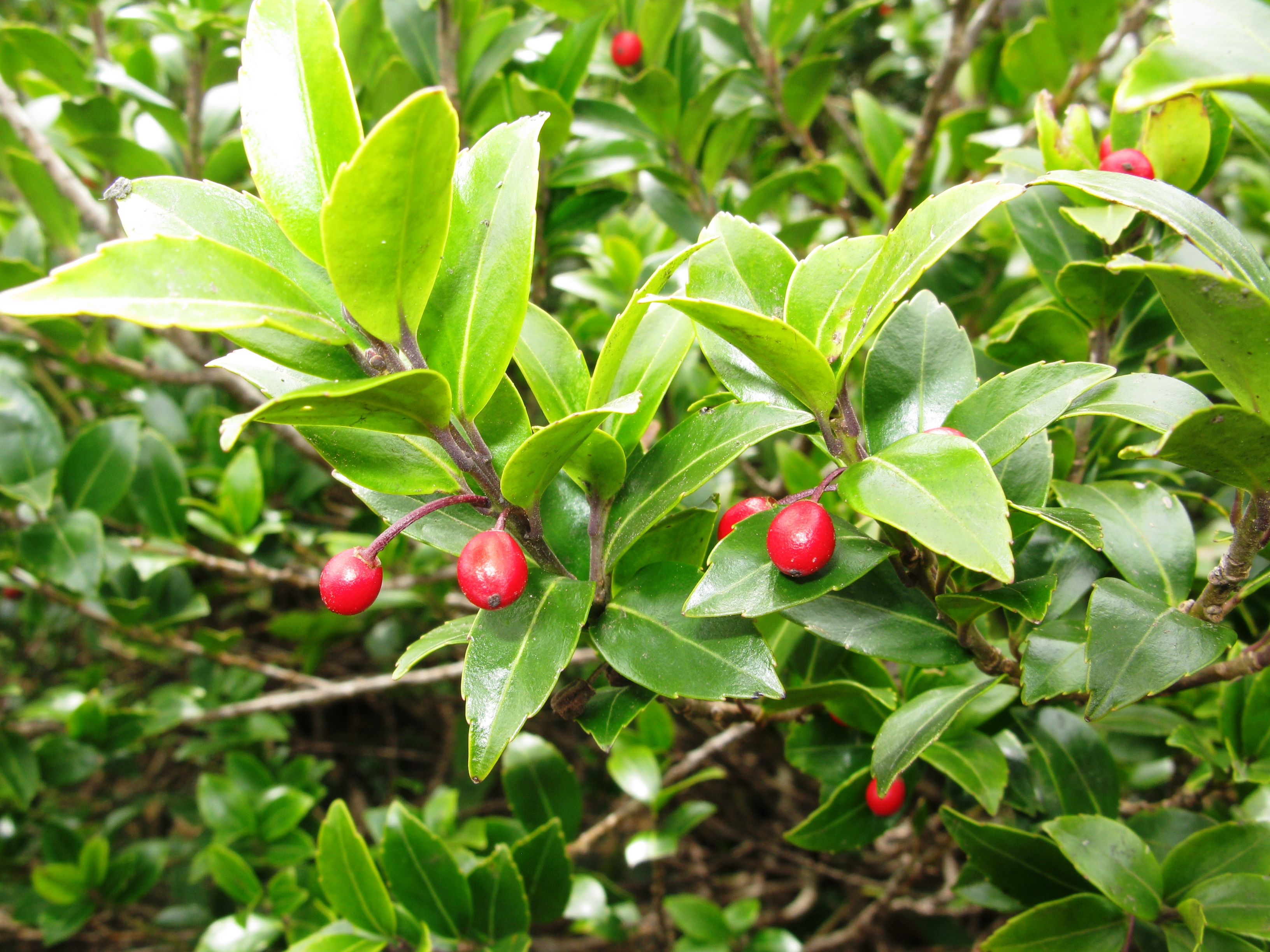

Це кущ чи вічнозелене невелике дерево ≈ 5 метрів заввишки. Молоді гілочки поздовжньо кутасті і борозенчасті, запушені; старі гілки голі. Ніжка листка 4–7 мм, адаксіально (верх) плоска, запушена. Листова пластина абаксіально зеленувата, адаксіально зелена, блискуча, еліптична або яйцювато-еліптична, 2–3.5 × 1–2.5 см, абаксіально гола, адаксіально гола, крім середньої жилки, край у нижній половині цільний, у верхній половині рідко пилчастий, верхівка тупа або загострена. Плід темно-червоний, кулястий, 7–8 мм у діаметрі. Квітує у липні; плодить у серпні — жовтні.

## Поширення
Ареал: Тайвань, пд.-цн. Китай, Японія. Населяє гірські ліси.